# تکن در مقابل استریت فایتر
تکن کراس استریت فایتر (به انگلیسی: Tekken X Street Fighter) یک بازی ویدئویی در سبک مبارزه‌ای است که توسط باندای نامکو انترتینمنت در حال ساخت بوده و ترکیبی از شخصیت‌های سری تکن و استریت فایتر از شرکت کپ‌کام در آن حضور دارند. این بازی برای اولین بار در کامیک کان بین‌المللی سن دیگو سال ۲۰۱۰ توسط تهیه‌کننده نامکو کاتسوهیرو هارادا به همگان معرفی شد. روندبازی برخلاف استریت فایتر در مقابل تکن که به صورت دوبعدی است، بر اساس سبک سه‌بعدی سری بازی رایانه‌ای تکن می‌باشد.
اطلاعات زیادی از بازی منتشر نشده است و بازی در مراحل اولیه تولید به سر می‌برد. در آوریل ۲۰۱۲، هارادا اعلام کرد فقط ۱۰٪ از بازی تکمیل شده است.